# Uzbekistán na Letních olympijských hrách 2012
Uzbekistán na Letních olympijských hrách v roce 2012 v Londýně reprezentovala výprava 53 sportovců (36 mužů a 17 žen) ve 14 sportech.

## Medailisté
| Medaile | Jméno          | Sport | Soutěž                         |
| ------- | -------------- | ----- | ------------------------------ |
| Zlato   | Artur Tajmazov | Zápas | Muži volný styl do 120 kg      |
| Bronz   | Rišad Sabirov  | Judo  | Muži - do 60 kg                |
| Bronz   | Abbos Atoev    | Box   | Muži – do 75 kg (střední váha) |

## Jednotlivé sporty

### Tenis
| Sportovec     | Soutěž  | 64 hráčů v kole                 | 32 hráčů v kole                        | 16 hráčů v kole          | Pořadí |
| Sportovec     | Soutěž  | Soupeř výsledek                 | Soupeř výsledek                        | Soupeř výsledek          | Pořadí |
| ------------- | ------- | ------------------------------- | -------------------------------------- | ------------------------ | ------ |
| Denis Istomin | dvouhra | Verdasco (ESP) · 6:4, 7:6(11–9) | Müller (LUX) · 6:7(4–7), 7:6(7–3), 7:5 | Federer (SUI) · 5:7, 3:6 | 9.–16. |